# Pingdingshan
Pingdingshan (en chino, 平顶山; pinyin, Píngdǐngshān) es una ciudad-prefectura de la provincia de Henan en la República Popular China. Limita al norte con Jiyuan, al sur con Nanyang, al oeste con Sanmenxia y al este con Zhengzhou.  Su área es de 7919 km² y su población total para 2010 superó los 4,9 millones de habitantes. 

## Administración
La ciudad-prefectura de Pingdingshan se organiza en 10 localidades que se administran en 4 distritos urbanos, 2 ciudades suburbanas y 4 condados rurales.
- Distrito Xinhua (新华区) Área: 157 km²，habitantes: 360 mil
- Distrito Weidong (卫东区) Área: 103 km²，habitantes: 290 mil
- Distrito Zhanhe(湛河区) Área: 124 km²，habitantes: 220 mil
- Distrito Shilong (石龙区) Área: 35 km²，habitantes: 60 mil
- Ciudad Ruzhou (汝州市) Área: 1573 km²，habitantes: 936 mil
- Ciudad Wugang (舞钢市) Área: 640 km²，habitantes: 310 mil
- Condado Lushan (鲁山县) Área: 2406 km²，habitantes: 830 mil
- Condado Baofeng (宝丰县) Área: 722 km²，habitantes: 480 mil
- Condado Ye (叶县) Área: 1387 km²，habitantes: 820 mil
- Condado Jia (郏县) Área: 727 km²，habitantes: 560 mil

## Toponimia
El topónimo Pingdingshan significa "montaña Pingding «plana»", porque hay una montaña, la Yao (尧山) de 2153 m  que es muy plana y domina el paisaje de la ciudad. 
La ciudad es apodada como 'la ciudad del águila' (鹰城 Ying cheng). La razón se remonta a hace dos mil años, durante el periodo llamado Primavera y Otoño. Había un pequeño país llamado Estado Ying (应国) ubicado en lo que hoy es el área de Pingdingshan. La palabra "Ying" se pronuncia igual que Águila en chino "Ying" (鹰), por lo tanto la gente también llamaba a  Pingdingshan como la Ciudad del águila.

## Clima
La ciudad de Pingdingshan se encuentra en la zona límite donde se cruzan la zona templada cálida y el clima subtropical del norte, con obvias características de transición. 
Es frío en invierno y caluroso en verano, con una gran diferencia de temperatura anual, con pocas precipitaciones y cuatro estaciones bien diferenciadas. Debido a la influencia del monzón, el viento del norte en invierno es seco y hay menos lluvia y nieve. El viento del sur prevalece en verano, la precipitación es abundante y concentrada, y la lluvia disminuye en otoño.
Las características básicas del clima de la ciudad en 2020 son: la temperatura media anual es de 15,8 °C, que es 0,9 °C más alta que el mismo período del año anterior. la precipitación media anual es de 855,9 mm, un 9% más que el mismo período del año anterior; El promedio anual de horas de sol es de 1742.7 horas, 256.7 horas menos que en el mismo período del año anterior. 
Durante el año 2020, la ciudad experimentó inundaciones, fuertes vientos y daños por heladas en invierno. Entre ellos, la lluvia, la nieve y la niebla tienen efectos adversos en el transporte y la vida de los residentes, y los daños por heladas han causado desastres locales. La sequía y los fuertes vientos en primavera causaron grandes pérdidas a la economía agrícola y la propiedad de las personas. En julio, fue fresco y lluvioso, y las fuertes lluvias causaron desastres locales. En otoño, hubo pocos desastres meteorológicos y el impacto fue leve. En diciembre, la temperatura y el sol fueron normales, y las precipitaciones fueron menores.
| Parámetros climáticos promedio de Pingdingshan (1991–2020 normal, extremas 1981–2010) | Parámetros climáticos promedio de Pingdingshan (1991–2020 normal, extremas 1981–2010) | Parámetros climáticos promedio de Pingdingshan (1991–2020 normal, extremas 1981–2010) | Parámetros climáticos promedio de Pingdingshan (1991–2020 normal, extremas 1981–2010) | Parámetros climáticos promedio de Pingdingshan (1991–2020 normal, extremas 1981–2010) | Parámetros climáticos promedio de Pingdingshan (1991–2020 normal, extremas 1981–2010) | Parámetros climáticos promedio de Pingdingshan (1991–2020 normal, extremas 1981–2010) | Parámetros climáticos promedio de Pingdingshan (1991–2020 normal, extremas 1981–2010) | Parámetros climáticos promedio de Pingdingshan (1991–2020 normal, extremas 1981–2010) | Parámetros climáticos promedio de Pingdingshan (1991–2020 normal, extremas 1981–2010) | Parámetros climáticos promedio de Pingdingshan (1991–2020 normal, extremas 1981–2010) | Parámetros climáticos promedio de Pingdingshan (1991–2020 normal, extremas 1981–2010) | Parámetros climáticos promedio de Pingdingshan (1991–2020 normal, extremas 1981–2010) | Parámetros climáticos promedio de Pingdingshan (1991–2020 normal, extremas 1981–2010) |
| Mes                                                                                   | Ene.                                                                                  | Feb.                                                                                  | Mar.                                                                                  | Abr.                                                                                  | May.                                                                                  | Jun.                                                                                  | Jul.                                                                                  | Ago.                                                                                  | Sep.                                                                                  | Oct.                                                                                  | Nov.                                                                                  | Dic.                                                                                  | Anual                                                                                 |
| ------------------------------------------------------------------------------------- | ------------------------------------------------------------------------------------- | ------------------------------------------------------------------------------------- | ------------------------------------------------------------------------------------- | ------------------------------------------------------------------------------------- | ------------------------------------------------------------------------------------- | ------------------------------------------------------------------------------------- | ------------------------------------------------------------------------------------- | ------------------------------------------------------------------------------------- | ------------------------------------------------------------------------------------- | ------------------------------------------------------------------------------------- | ------------------------------------------------------------------------------------- | ------------------------------------------------------------------------------------- | ------------------------------------------------------------------------------------- |
| Temp. máx. abs. (°C)                                                                  | 20.1                                                                                  | 24.4                                                                                  | 28.3                                                                                  | 33.7                                                                                  | 40.6                                                                                  | 40.4                                                                                  | 40.8                                                                                  | 39.2                                                                                  | 39.3                                                                                  | 35.1                                                                                  | 27.6                                                                                  | 20.4                                                                                  | '                                                                                     |
| Temp. máx. media (°C)                                                                 | 6.6                                                                                   | 10.2                                                                                  | 15.5                                                                                  | 21.9                                                                                  | 27.6                                                                                  | 32.0                                                                                  | 32.2                                                                                  | 30.6                                                                                  | 27.1                                                                                  | 22.1                                                                                  | 14.9                                                                                  | 8.7                                                                                   | 20.8                                                                                  |
| Temp. media (°C)                                                                      | 1.3                                                                                   | 4.3                                                                                   | 9.6                                                                                   | 15.8                                                                                  | 21.4                                                                                  | 26.1                                                                                  | 27.4                                                                                  | 25.9                                                                                  | 21.5                                                                                  | 16.2                                                                                  | 9.3                                                                                   | 3.4                                                                                   | 15.2                                                                                  |
| Temp. mín. media (°C)                                                                 | -3.0                                                                                  | -0.4                                                                                  | 4.4                                                                                   | 10.1                                                                                  | 15.6                                                                                  | 20.8                                                                                  | 23.5                                                                                  | 22.3                                                                                  | 17.2                                                                                  | 11.6                                                                                  | 4.7                                                                                   | -0.9                                                                                  | 10.5                                                                                  |
| Temp. mín. abs. (°C)                                                                  | -13.5                                                                                 | -14.7                                                                                 | -8.0                                                                                  | -2.9                                                                                  | 2.6                                                                                   | 11.7                                                                                  | 16.8                                                                                  | 12.6                                                                                  | 7.8                                                                                   | -2.4                                                                                  | -8.1                                                                                  | -14.0                                                                                 | '                                                                                     |
| Precipitación total (mm)                                                              | 14.9                                                                                  | 16.1                                                                                  | 33.6                                                                                  | 46.4                                                                                  | 78.2                                                                                  | 108.2                                                                                 | 199.2                                                                                 | 142.5                                                                                 | 84.3                                                                                  | 48.4                                                                                  | 35.0                                                                                  | 12.7                                                                                  | 819.5                                                                                 |
| Días de precipitaciones (≥ 0.1 mm)                                                    | 4.6                                                                                   | 5.0                                                                                   | 6.3                                                                                   | 6.7                                                                                   | 8.4                                                                                   | 8.4                                                                                   | 11.9                                                                                  | 10.6                                                                                  | 9.5                                                                                   | 7.1                                                                                   | 6.2                                                                                   | 4.2                                                                                   | 88.9                                                                                  |
| Días de nevadas (≥ 1 mm)                                                              | 3.9                                                                                   | 3.0                                                                                   | 1.3                                                                                   | 0.1                                                                                   | 0                                                                                     | 0                                                                                     | 0                                                                                     | 0                                                                                     | 0                                                                                     | 0                                                                                     | 1.0                                                                                   | 2.6                                                                                   | 11.9                                                                                  |
| Horas de sol                                                                          | 114.9                                                                                 | 121.9                                                                                 | 159.4                                                                                 | 186.0                                                                                 | 196.6                                                                                 | 182.4                                                                                 | 177.5                                                                                 | 168.1                                                                                 | 144.2                                                                                 | 139.6                                                                                 | 131.6                                                                                 | 123.4                                                                                 | 1845.6                                                                                |
| Humedad relativa (%)                                                                  | 65                                                                                    | 65                                                                                    | 67                                                                                    | 68                                                                                    | 67                                                                                    | 66                                                                                    | 79                                                                                    | 82                                                                                    | 77                                                                                    | 70                                                                                    | 70                                                                                    | 65                                                                                    | 70.1                                                                                  |
| Fuente: Administración Meteorológica de China                                         |                                                                                       |                                                                                       |                                                                                       |                                                                                       |                                                                                       |                                                                                       |                                                                                       |                                                                                       |                                                                                       |                                                                                       |                                                                                       |                                                                                       |                                                                                       |